# آگوتی دمگاه‌سرخ
آگوتی دمگاه‌سرخ (نام علمی: Dasyprocta leporina) نام یک گونه از سرده آگوتی است.